# The Way Out (film 1918)
The Way Out è un film muto del 1918 diretto da George Kelson.

## Trama
La signora Thornton vorrebbe che la figlia Alice, per salire la scala sociale e entrare a far parte dell'aristocrazia, sposasse un nobile. Alice, però, è innamorata di Robert Barr, un giornalista, e la signora Thornton progetta in segreto di rovinare quel fidanzamento. Dopo aver scoperto che il marito aveva una figlia illegittima, prega Robert di aiutarla a trovare un lavoro alla ragazza. Alice, trovando insieme i due, crede che il fidanzato la tradisca e lo lascia. In viaggio con la madre, Alice incontra in Europa il conte Louis de Jouiville che la chiede in moglie. Il loro matrimonio entra però in crisi quando Louis vede la moglie che legge con nostalgia alcune vecchie lettere dell'ex fidanzato. Scoppia intanto la prima guerra mondiale: sul campo di battaglia, Robert e il conte si incontrano. Louis è mortalmente ferito e Robert gli racconta del complotto della madre di Alice. Dopo la morte del conte, Alice e Robert possono finalmente sposarsi.

## Produzione
Il film fu prodotto dalla Peerless Productions.

## Distribuzione
Il copyright del film, richiesto dalla World Film Corp., fu registrato il 15 marzo 1918 con il numero LU12173.
Distribuito dalla World Film, il film uscì nelle sale cinematografiche statunitensi 25 marzo 1918.